# Rally-VM 1977

Rally-VM 1977 kördes över elva omgångar. Mästerskapstiteln gällde för konstruktörer och vanns av Fiat. Förarna kämpade om FIA-cupen för rallyförare, som vanns av Sandro Munari.

## Delsegrare
| Rally               | Vinnare             | Märke  |
| ------------------- | ------------------- | ------ |
| Monte Carlo-rallyt  | Sandro Munari       | Lancia |
| Svenska rallyt      | Stig Blomqvist      | Saab   |
| Portugisiska rallyt | Markku Alén         | Fiat   |
| Safarirallyt        | Björn Waldegård     | Ford   |
| Nyzeeländska rallyt | Fulvio Bacchelli    | Fiat   |
| Akropolisrallyt     | Björn Waldegård     | Ford   |
| Finska rallyt       | Kyösti Hämäläinen   | Ford   |
| Kanadensiska rallyt | Timo Salonen        | Fiat   |
| Sanremorallyt       | Jean-Claude Andruet | Fiat   |
| Korsikanska rallyt  | Bernard Darniche    | Fiat   |
| Brittiska rallyt    | Björn Waldegård     | Ford   |

## Märkes-VM
| Plats | Märke  | Poäng |
| ----- | ------ | ----- |
| 1     | Fiat   | 136   |
| 2     | Ford   | 132   |
| 3     | Toyota | 68    |
| 4     | Opel   | 65    |
| 5     | Lancia | 60    |
| 6     | Datsun | 40    |

## FIA-cupen för rallyförare
| Plats | Förare           | Poäng |
| ----- | ---------------- | ----- |
| 1     | Sandro Munari    | 31    |
| 2     | Björn Waldegård  | 30    |
| 3     | Bernard Darniche | 27    |